# Cubillas de Rueda (kommun)
Cubillas de Rueda är en kommun i Spanien.   Den ligger i provinsen Provincia de León och regionen Kastilien och Leon, i den norra delen av landet, 280 km norr om huvudstaden Madrid. Antalet invånare är 512. Arean är 87 kvadratkilometer. Cubillas de Rueda gränsar till Gradefes, Cistierna, Cebanico, Almanza, Villamartín de Don Sancho och Valdepolo. 
Terrängen i Cubillas de Rueda är huvudsakligen platt, men norrut är den kuperad.